# Mantes-la-Ville
Mantes-la-Ville is een gemeente in het Franse departement Yvelines. De Vaucouleurs mondt er uit in de Seine. De gemeente ligt net ten zuiden van het historisch stadje Mantes-la-Jolie, waarmee het tegenwoordig vergroeid is.
Inwoners van de gemeente worden in het Frans Mantevillois genoemd.

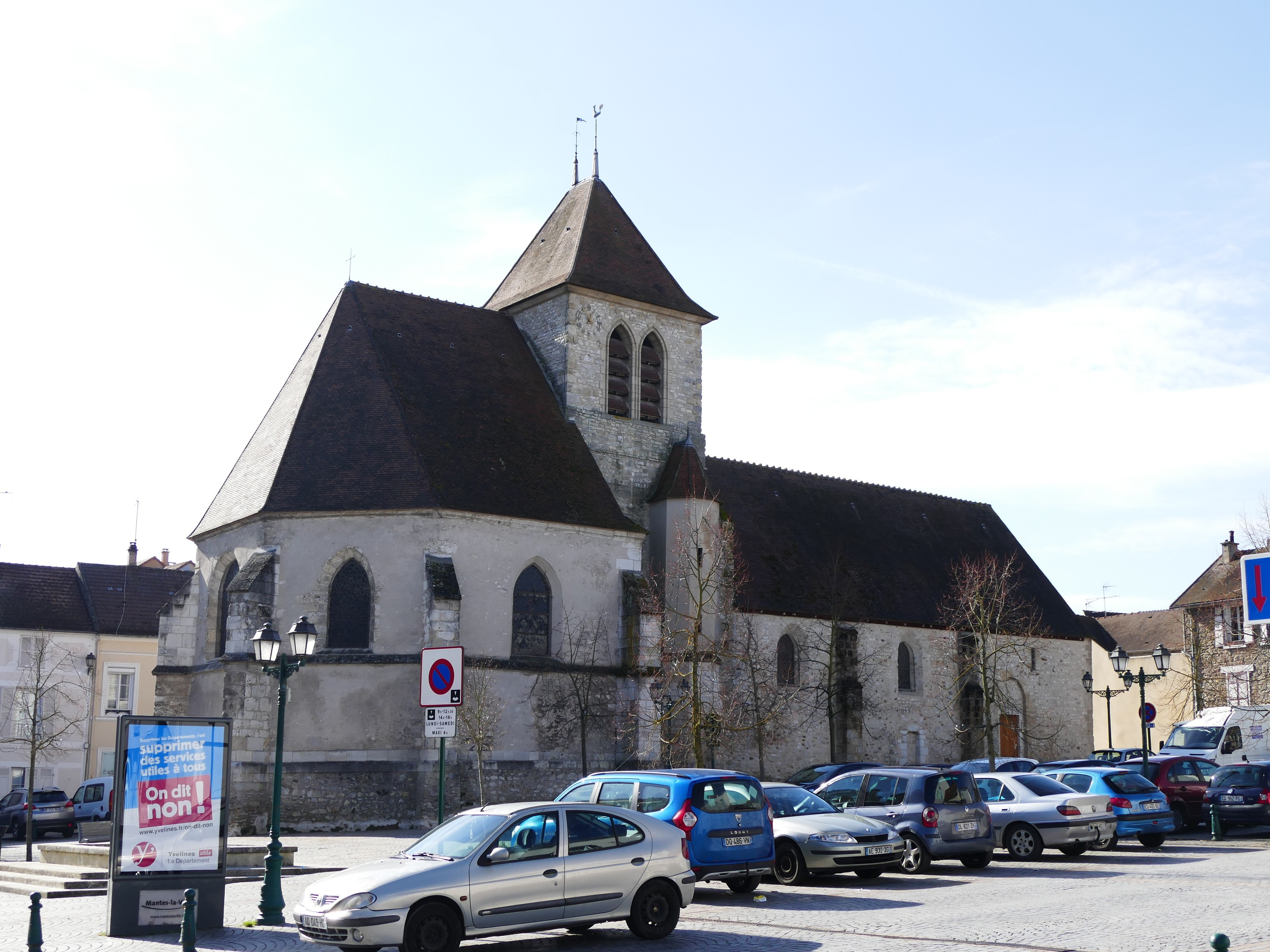
Église Saint-Étienne

## Geschiedenis
Oude vermeldingen van de plaats dateren uit de 12de eeuw als Medunta en Medonta villa. De term "villa" stond voor domein of landgoed.
Het landelijke "Mantelavilla" onderscheidde zich van het naburige Mantes (Mantes-la-Jolie) dit binnen haar stadsmuren bleef. Op de Vaucouleurs bevonden zich 12 watermolens, waarvan sommige tot begin 20ste eeuw dienst deden.
De opening van de spoorlijn tussen Parijs en Rouen in 1843, met de stations ter hoogte van Mantes, zorgden voor een sterke ontwikkeling van de gemeente. De bevolking groeide en er vestigde zich industrie in de omgeving van de stations.

## Geografie
De oppervlakte van Mantes-la-Ville bedroeg op 1 januari 2022 6,06 vierkante kilometer; de bevolkingsdichtheid was toen 3.609,6 inwoners per km².
De onderstaande kaart toont de ligging van Mantes-la-Ville met de belangrijkste infrastructuur en aangrenzende gemeenten.

## Bezienswaardigheden
- De Église Saint-Étienne
- De Église du Sacré-Cœur

## Verkeer en vervoer
Er bevinden zich twee treinstations: het station Mantes-la-Jolie, dat op de grens met Mantes-la-Ville en Buchelay ligt, en het station Mantes-Station, dat tussen Mantes-la-Ville en Mantes-la-Jolie in ligt.
De gemeente wordt doorsneden door de autosnelweg A13/E5, die er twee op- en afritten heeft.

## Demografie
Onderstaande figuur toont het verloop van het inwonertal, bron: INSEE-tellingen. 

## Diensten
Het Institut des sciences et techniques des Yvelines heeft een van zijn campussen in Mantes-la-Ville.

## Economie
Het hoofdkantoor van twee wereldberoemde producenten van blaasinstrumenten is in Mantes-la-Ville gevestigd: Buffet-Crampon, dat klarinetten maakt, en Selmer, dat saxofoons produceert.

## Sport
Mantes-la-Ville was één keer etappeplaats in de wielerkoers Ronde van Frankrijk. Op 27 juli 2025 startte er de door de Belg Wout van Aert gewonnen slotrit naar Parijs.

## Partnersteden
- Neunkirchen, sinds 1970